# Nina Kamenik
Nina Kamenik (* 27. April 1985 in Berlin) ist eine ehemalige deutsche Eishockeyspielerin, die über viele Jahre beim OSC Berlin und den Eisbären Juniors Berlin in der Fraueneishockey-Bundesliga aktiv war. 

## Karriere

### Club
Kamenik erlernte im Alter von drei Jahren das Schlittschuhlaufen und begann mit fünf Jahren, Eishockey zu spielen. Bis zu ihrem 16. Lebensjahr spielte sie ausschließlich mit männlichen Altersgenossen in den Nachwuchsmannschaften des FASS Berlin, ehe sie im Jahr 2001 zum OSC Berlin in die Fraueneishockey-Bundesliga wechselte. Bei ihrem neuen Verein etablierte sie sich schnell als torgefährliche Angreiferin, die in der Bundesliga durchschnittlich deutlich über einen Scorerpunkt pro Spiel erzielte. In den Jahren 2006, 2007, 2009 und 2010 gewann sie mit dem OSC Berlin die deutsche Meisterschaft, zudem wurde sie in den Jahren 2003, 2004, 2008, 2011 und 2014 Vizemeister sowie 2008, 2009, 2011 und 2014 DEB-Pokalsieger. Aufgrund der Meistertitel qualifizierte sich der OSC Berlin regelmäßig für den IIHF European Women Champions Cup, bei dessen Turnieren sie zu den punktbesten Spielerinnen ihres Teams gehörte.
Kamenik gehörte der Sportfördergruppe der Bundeswehr Neubiberg im Rang eines Stabsunteroffiziers an. 2017 wechselte die Frauenmannschaft des OSC Berlin geschlossen zu den Eisbären Juniors Berlin, mit denen sie 2021 noch einmal deutsche Vizemeisterin wurde. Anschließend beendete sie ihre Karriere.
Neben dem Eishockeysport studierte sie Sport und Englisch auf Lehramt und engagiert sich beim Landessportbund Berlin für die Nachwuchsgewinnung.

### International
Kamenik absolvierte in der Saison 2002/03 ihre ersten Länderspiele im Rahmen des Air Canada Cup. Ab 2006 wurde sie regelmäßig im A-Team bei Turnieren eingesetzt und absolvierte 2008 ihre erste Weltmeisterschaft, bei der sie mit dem Nationalteam in die Division I abstieg. Im Jahr 2009 nahm sie an der Weltmeisterschaft der Division I teil, allerdings gelang der Wiederaufstieg in die Top-Division mit dem zweiten Platz nicht. Mit drei Torvorlagen bei der Weltmeisterschaft der Division I 2011 war sie maßgeblich am Wiederaufstieg der Frauen in die Top-Division beteiligt.
Weitere Teilnahmen bei Weltmeisterschaften folgten in den Jahren 2012 und 2013, zudem qualifizierte sie sich im Februar 2013 mit dem Nationalteam für die Olympischen Winterspiele 2014. Bis Januar 2014 hatte sie 160 Länderspiele absolviert.
Bei der Weltmeisterschaft 2017 erreichte sie mit dem Nationalteam mit Rang vier die beste WM-Platzierung für den DEB bei einer Frauen-Weltmeisterschaft. Im April 2020 beendete sie ihre Karriere in der Nationalmannschaft nach 271 Länderspielen, in denen sie 27 Tore und 42 Assists erzielte und den DEB bei sechs Weltmeisterschaften der Top-Division und drei Weltmeisterschaften der Division I vertrat.

## Erfolge und Auszeichnungen
| - 2003 Deutscher Vizemeister mit dem OSC Berlin - 2004 Deutscher Vizemeister mit dem OSC Berlin - 2006 Deutscher Meister mit dem OSC Berlin - 2007 Deutscher Meister mit dem OSC Berlin - 2008 Gewinn des DEB-Pokals mit dem OSC Berlin - 2008 Deutscher Vizemeister mit dem OSC Berlin - 2009 Gewinn des DEB-Pokals mit dem OSC Berlin - 2009 Deutscher Meister mit dem OSC Berlin | - 2010 Deutscher Meister mit dem OSC Berlin - 2009 Gewinn des DEB-Pokals mit dem OSC Berlin - 2011 Deutscher Vizemeister mit dem OSC Berlin - 2011 Aufstieg in die Top-Division bei der Weltmeisterschaft der Division I - 2014 Gewinn des DEB-Pokals mit dem OSC Berlin - 2014 Deutscher Vizemeister mit dem OSC Berlin - 2016 Aufstieg in die Top-Division bei der Weltmeisterschaft der Division I - 2021 Deutscher Vizemeister mit den Eisbären Juniors Berlin |

## Karrierestatistik

### International
(Legende zur Spielerstatistik: Sp oder GP = absolvierte Spiele; T oder G = erzielte Tore; V oder A = erzielte Assists; Pkt oder Pts = erzielte Scorerpunkte; SM oder PIM = erhaltene Strafminuten; +/− = Plus/Minus-Bilanz; PP = erzielte Überzahltore; SH = erzielte Unterzahltore; GW = erzielte Siegtore; 1 Play-downs/Relegation; Kursiv: Statistik nicht vollständig)